# Sven Andreasson i Tollered
Sven Andreasson (i riksdagen kallad Andreasson i Tollered), född 1 maj 1824 i Hemsjö församling, Älvsborgs län, död 5 augusti 1897 i Skallsjö församling, Älvsborgs län, var en svensk lantbrukare och politiker.
Andreasson var ledamot av riksdagens andra kammare 1870–1874 och 1882–1886, invald i Vättle, Ale och Kullings domsagas valkrets i Älvsborgs län samt 1879–1881, invald i Vättle och Ale häraders valkrets i samma län. Han tillhörde Lantmannapartiet.
Han var far till träslöjdsläraren Maria Andrén.